# Всі на борт
«Всі на борт» (англ. All Aboard) — американська короткометражна кінокомедія режисера Альфреда Дж. Гулдінга 1917 року.

## Сюжет
Гарольд дізнається, що його кохана дівчина виходить заміж і вирушає на Бермуди. Тоді він таємно пробирається на корабель і відпливає разом з нею.

## У ролях
- Гарольд Ллойд — хлопець
- Бібі Данієлс — дівчина
- Гас Леонард — батько дівчини
- Чарльз Стівенсон
- Семмі Брукс
- Снуб Поллард
- В. Л. Адамс
- Вірджинія Бейнес
- Вільям Блейсделл
- Клара Дре